# Liste des préfets et ducs d'Amalfi
Liste des préfets et ducs d'Amalfi.
Amalfi, dépendance du duché de Naples, est conquise par les princes de Bénévent en 836. La ville se libère en 839 et se constitue en État autonome dirigé par des préfets annuels d'abord puis élus à vie (859), avant de devenir un duché héréditaire. Vers la fin du IXe siècle elle retombe sous la suzeraineté de Constantinople avant d'être provisoirement (1073) puis définitivement (1100) conquise par les Normands de Pouilles.  

## Préfets annuels
- 839 - 840 : Petrus, premier magistrat élu de la république amalfitaine.

## Préfets à vie
- 845-859 : Marinus de Lucianus
- 845-859 : Sergius, son fils
- 859-864 : Maurus fils de Maurus
- 859-864 : Sergius fils de Petrus
- 864- ?      : Ursus fils de Marinus de Pantaléon
- 867-874 : Marinus de Lucianus
- 867-881 : Pulcharius  fils de Marinus de Lucianus
- 883-884 : Sergius de Leonato ou de Deodatu
- 884-888 : Sergius fils de Sergius
- 888-890 (?) : Manson fils de Lupinus
- 890-896 : Marinus
- 896-898 : Étienne d'Amalfi gendre de Marinus de Lucianus

## Préfets et juges héréditaires
- 898-914 : Manson Fusilis
  - 900-914 : Mastalus son fils associé
- 914-952 : Mastalus Ier
  - (??)-922 : Léon son fils associé
  - 939-952 : Jean son fils associé
  - 950-952 : Mastalus II son petit-fils associé
- 952-958 : Mastalus II prend le titre de Duc en 957 mais meurt l’année suivante

## Dynastie d'Amalfi
- 958-966 : Sergius Ier ;
- 966-983 : Manson Ier, son fils également prince de Salerne (981-983) ;
  - 976- 984 Jean Ier, son fils associé ;
- 984-986 : Adelferius frère de Manson Ier, usurpateur ;
  - 984-986 : Sergius [II], son fils associé ;.
- 986-1002 Manson Ier,  rétabli ;
  - (??)-988 : avec son fils Jean et ses neveux : Adelferius(II), Adenarius et Léon ;
  - 1002-1004 : avec son fils Jean et son  petit-fils Sergius II/III ;
- 1004-1007 : Jean Ier également prince de Salerne et son fils Sergius II ;
- 1007-1014 : Sergius II/III;
  - 1014-1028 Jean II, son fils associé ;
- 1028-1034 : Jean II ; 
  - 1031-1034 : Sergius IV d'Amalfi, son fils associé ;
- 1034-1038 : Manson II,  fils de Sergius III, et sa mère Marie ;
- 1038-1039 : Jean II et Sergius IV associé.

## Dynastie de Salerne
- 1039-1042 Guaimar IV de Salerne

## Dynastie d’Amalfi
- 1043-1052 : Manson II ;
- 1047-1052 : Guaimar, son fils associé ;
- 1052-1069 : Jean II et Sergius IV associé ;
- 1069-1073 : Sergius IV et son fils Jean III associé.

Amalfi passe aux Normands : Robert Guiscard nomme son fils Gui duc d'Amalfi (1073).
- 1088-1089 : Gisolf II de Salerne
- 1096-1100 : Marin duc national insurgé contre les Normands